# Balázs János (zongoraművész, 1988)
Balázs János (Budapest, 1988. szeptember 19. –) Kossuth-díjas és Liszt Ferenc-díjas zongoraművész, a Cziffra György Fesztivál művészeti vezetője, egyetemi docens, érdemes művész.

## Élete

### Tanulmányok, oktatói tevékenység, tagságok
Balázs János zongoraművész 1988. szeptember 19-én született. Első tanára édesapja volt, majd a Járdányi Pál Zeneiskolában Hornyánszkyné Becht Erika tanítványa volt. 2002-ben  a Liszt Ferenc Zeneművészeti Egyetem Különleges Tehetségű Gyermekek Osztályába nyert felvételt. Itt már Keveházi Gyöngyinél és Gulyás Istvánnál tanult tovább. Később Dráfi Kálmán tanítványa lett. Az egyetem befejezése után több nemzetközi zongoraverseny győztese és a Snétberger Zenei Tehetség Központ tanára. 2020 szeptemberétől a Liszt Ferenc Zeneművészeti Egyetem zongoratanszékének tanára, egyetemi docens, valamint a Magyar Művészeti Akadémia köztestületi tagja, a Cziffra Központ tanácsadó testületének elnöke. 2023-tól a Magyar Művészeti Akadémia rendes tagja és a Kossuth és Széchenyi-Díj bizottság tagja. 2016- óta a Cziffra György fesztivál alapító művészeti vezetője.  

### Szólistakarrierje
Balázs János Kossuth-díjas zongoraművész a világ neves koncerttermeinek állandó szereplője. A Liszt-, Prima-, Gramofon-díjas Érdemes művész 16 éves kora óta része a hazai koncertéletnek. Nemzetközi karrierje 2005-ben 16 évesen kezdődött, amikor elnyerte a Pécsi Nemzetközi Liszt Zongoraverseny első díját, melyet az egyetem befejezéséig további 5 jelentős versenyen aratott győzelem – közte a Cziffra zongoraverseny – és számos díj követett.
Évek alatt olyan neves művészekkel és karmesterekkel dolgozott együtt, mint Mischa Maisky, Vagyim Repin, Charles Dutoit, Fabio Luisi, Alexander Shelley, Vásáry Tamás, José Cura, Pinchas Steinberg, Várdai István, Takács-Nagy Gábor, Charles-Olivier Munroe, Stéphane Denéve, Ksenia Zharko vagy Gwendolyn Masin. A 2013/2014-es koncertidényben 19 ország művészei közül nyerte el a Rising Star „Évad művésze” díjat, ezáltal az ECHO (European Concert Hall Organisation – Európai Koncerttermek Szervezete) hálózat szervezésében Európa legjelentősebb koncerttermeiben adott hangversenyt, mint például Koninklijk Concertgebouw(Amszterdam), Cadogan Hall London, Victoria Hall Genf, Cité de la Musique Paris, Megaron Athen, Wiener Musikverein, Palau de Musica, Barbican Centre, Wiener Konzerthaus, Cologne Philharmonie.
Sikerrel szerepelt még, többek között: Teatro Colón Bogotá, Bozar, moszkvai Csajkovszkij Konzervatórium Nagyterme, Royal Conservatory Toronto, „Cziffra-kápolna” Senlis, müncheni Künstlerhaus, Zeneakadémia nagyterme, Müpa stb. Emellett vendégszerepelt Amerika és Ázsia ismertebb koncerttermeiben. Mesterkurzusra kérte fel a McGill University, Kanada, Shenyang Conservatory of Music, Hanoi Conservatory of Music. Fellépett a Royal Philharmoni Orchestraval, A Dán Rádió Zenekarával, az Orchestre Philharmonique de Radio France-al, az Orchestre de la Suisse Romande-al, a Brüsszeli Filharmonikusokkal, a Dortmundi Filharmonikusokkal, az Aspeni Filharmonikus Zenekarral, a Concerto Budapest zenekarral, a Magyar Nemzeti Filharmonikus Zenekarral, a Liszt Ferenc Kamarazenekarral, az Óbudai Danubia Zenekarral, a Moscow Women Symphony Orchestrával a Budafoki Dohnányi Zenekarral és a Magyar Rádió Szimfonikus zenekarával.
2017-ben a Magyar Művészeti Akadémia zeneművészeti díjjal tüntette ki munkásságát, majd a lengyel állam is kitüntetéssel ismerte el tevékenységeit. Két éve a Virtuózok című tehetségkutató műsor és a legutóbbi a francia Cziffra-verseny, valamint a Wacław Felczak Alapítvány által indított Felczak-lemezek zsűritagja. Elhivatottan építi a jövő koncertközönségét: Gyerekeknek tartott ingyenes koncerteket. 2016-ban klasszikus zenei fesztivált alapított, melyet példaképe, Cziffra György (zongoraművész) szellemi hagyatékának ápolására ajánlott fel. A fesztivál kiemelt figyelmet fordít a fiatal tehetségek támogatására, mesterkurzusokkal és magas pénzjutalommal járó díjakkal segíti a pályájuk elején álló művészeket.

## Díjai
| Év   | Díj                                           |
| ---- | --------------------------------------------- |
| 2011 | Junior Príma Díj                              |
| 2011 | Lengyel Állami Kitüntetés                     |
| 2012 | Klassz Tehetség Díj                           |
| 2014 | A Pécsi Liszt Társaság "Örökös Tagja"         |
| 2015 | Liszt Ferenc-díj                              |
| 2015 | Gramofon Klasszikus Zenei Díj                 |
| 2016 | Budapestért díj                               |
| 2016 | Prima Díj                                     |
| 2016 | Magyar Bor Akadémia - Tiszteletbeli tag       |
| 2017 | Magyar Művészeti Akadémia - Zeneművészeti Díj |
| 2018 | Érdemes művész                                |
| 2019 | Kossuth-díj                                   |
| 2019 | Young Steinway Artist                         |
| 2020 | Pro Voluntarius Díj                           |
| 2023 | Magyar Művészeti Akadémia - rendes tag        |
| 2024 | Nemzetközi Lions-Díj                          |

| Év   | Verseny                                          | Ország        | Helyezés |
| ---- | ------------------------------------------------ | ------------- | -------- |
| 2012 | Nemzetközi Cziffra György emlékverseny           | Franciaország | 1. díj   |
| 2011 | Aspen Concerto Competition                       | U.S.A         | 1. díj   |
| 2011 | International Nishinihon Music Competition       | Japán         | 1. díj   |
| 2011 | Budapesti Nemzetközi Liszt Ferenc Zongoraverseny | Magyarország  | 3. díj   |
| 2005 | Pécsi Nemzetközi Liszt Ferenc Zongoraverseny     | Magyarország  | 1. díj   |
| 2004 | International Georges Cziffra Competition        | Ausztria      | 1. díj   |
| 2003 | International Frederic Chopin Piano Competition  | Csehország    | 3. díj   |
| 1998 | Országos Nyíregyházi Zongoraverseny              | Magyarország  | 1. díj   |

## Kritikák, írások
- Minden, amit eddig elértem egy irányba mutat
- magyarnemzet.hu - Magyar árnyék
- demokrata.hu - Balázs János30
- demokrata.hu - Más dimenziók
- Balázs János: Nem stressz kimennem a színpadra
- fidelio.hu - Balázs János: "Kiskoromban a zongora alatt aludtam"
- Balázs János három arca
- Újabb győzelmet aratott Ifj. Balázs János
- Balázs János lett a Music International Grand Prix győztese
- Elsődleges célom Magyarországon élni és koncertezni˝ - interjú ifj Balázs Jánossal